# Skärpinge
Skärpinge är en gård i Gillberga socken, Eskilstuna kommun.
Gården omtalas första gången 1443 och lydde tidigare under Biby. Bland dagens bebyggelse märks en senare ombyggd mangårdsbyggnad från 1834, i flyglarna en loftbod från 1826 och en låg enkelstuga med blyinfattade fönster, förhållandevis oförändrad från 1700-talet.